# Sárgahasú úszópatkány
A sárgahasú úszópatkány (Hydromys chrysogaster) az emlősök (Mammalia) osztályának a rágcsálók (Rodentia) rendjébe, ezen belül az egérfélék (Muridae) családjába tartozó faj.
Az állat a Hydromys emlősnem típusfaja.

## Előfordulása
Ausztrália, Pápua Új-Guinea és Indonézia területén honos. A sárgahasú úszópatkány a folyók és tavak partján ásott üregekben él. A környezetszennyezés nem nagyon zavarja, gyakran fordul elő a városok környékén is.

## Megjelenése
Testhossza (a farok nélkül) 23-37 centiméter, farokhossza 24-34 centiméter. Testtömege általában 850 gramm, legfeljebb 1,2 kilogramm. Széles, úszóhártyás lábait evezőként használja a vízben. Bundája nem vízálló, de zsírpárna gondosodik a hőszigetelésről.

## Életmódja
Magányosan él. Táplálékát javarészt (rákokat, puhatestűeket és halakat) az édesvízből szerzi. A sárgahasú úszópatkány gyakran kedvenc táplálkozóhelyére viszi zsákmányát.

## Szaporodása
Az ivarérettség 1 évesen kezdődik. A párzási időszak tavasszal és nyáron van. 35 napig tartó vemhesség végén 8-15 kölyök jön világra. A kölykök 24-39 grammosak. 35 naposan kerül sor az elválasztásra.